# Хасанський район
Хаса́нський райо́н (рос. Хаса́нский райо́н) — адміністративно-територіальна одиниця і муніципальний район на півдні Приморського краю Російської Федерації.
Адміністративний центр — селище міського типу Слов'янка.

## Населення
Населення району за переписом 2002 року склало 37 459 осіб (4-е місце серед районів Примор'я). З них 19 930 чоловіків і 17 529 жінок. На 2009 рік населення оцінюється в 35 769 осіб, серед яких 26 786 осіб міського і 8983 особи сільського населення. Найбільші населені пункти району (на 2006 рік): смт Слов'янка (14 597 осіб), село Барабаш (3876 осіб), смт Краскіно (3796 осіб), смт Зарубіно (3421 особа) та смт Посьєт (3029 осіб).

## Економіка
В економіці району домінують рибальство і суднобудування. Морські порти — Слов'янка, Посьєт та Зарубіно. Є транспортні переходи з Китаєм і Північною Кореєю. Сільське господарство малорозвинене і спеціалізується в основному на хутровому звірівництві і оленярстві.